# Steeler (gruppo musicale tedesco)
Gli Steeler furono un gruppo heavy metal tedesco fondato a Bochum nel 1981. Il gruppo fu noto per aver avuto in formazione il noto guitar hero Axel Rudi Pell.

## Storia
La prima incarnazione di ciò che sarebbe diventato il gruppo viene a formarsi alla fine del 1978 a Bochum, Germania. Gli Steelers esordirono sotto il nome di Sinner, ma nel novembre del 1981, decidono di ribattezzarsi Steeler dopo aver scoperto l'esistenza di un altro gruppo dal nome omonimo. Circa un anno e mezzo dopo la band entra in contatto con Axel Thubeauville, intenzionato a fondare una propria casa discografica. Nel gennaio 1984 il gruppo si troverà quindi in studio con Thubeauville nel ruolo di produttore: il risultato sarà l'omonimo Steeler, un heavy metal roccioso tipicamente tedesco, penalizzato però da una produzione mediocre e da un altrettanto deludente prova vocale del cantante.
Dopo il secondo album la popolarità degli Steeler raggiunse livelli così elevati che la piccola etichetta Earthshaker non fu più in grado di trattenerli. La SPV GmbH/Steamhammer scrittura la band e nel gennaio 1986 pubblica Strike Back, che mette in evidenza gli enormi progressi del gruppo.
Con il quarto disco Undercover Animal gli Steeler migliorano oltre alla composizione, anche la produzione ed anche Burtz ottenne un miglioramento vocale. Nel frattempo Axel Rudi Pell e Jan Yildiral abbandonarono la formazione negli ultimi mesi del 1988, decretando così lo scioglimento del gruppo.

## Formazione

### Ultima
- Peter Burtz - voce
- Vito Spacek - chitarra
- Thomas Eder - chitarra
- Roland Hag - basso
- Franco G. Zuccaroli - batteria

### Ex componenti
- Udo Retzlaff - voce (1981)
- Karl Holthaus - voce (1982)
- Axel Rudi Pell - chitarra (1981-1988)
- Volker Krawczak - basso (1981-1986)
- Hervé Rossi - basso (1986)
- Gero Drnek - basso (1986)
- Volker Jökel - batteria (1981-1983)
- Jan Yildiral - batteria (1984-1988)

## Discografia

### Album in studio
- 1984 - Steeler
- 1985 - Rulin' the Earth
- 1986 - Strike Back
- 1988 - Undercover Animal

### Split
- 1985 - Metallic Bunnys

### Videografia
- 1987 - Metal Hammer Roadshow 2 - Live
- 1988 - The Deeper the Night